# 1842 en photographie
| Années de la photographie : 1839 - 1840 - 1841 - 1842 - 1843 - 1844 - 1845    |
| Décennies de la photographie : 1810 - 1820 - 1830 - 1840 - 1850 - 1860 - 1870 |

Cet article présente les faits marquants de l'année 1842 en photographie.

## Événements
- John Herschel met au point le cyanotype, procédé photographique monochrome négatif qui permet d'obtenir un tirage photographique bleu de Prusse (bleu cyan)[1].
- Étienne Serres, professeur d'anatomie comparée et d'embryologie au Jardin des plantes et président de l'Académie des sciences, achète un appareil de Daguerre pour le Muséum d'histoire naturel à Paris, afin de réaliser des « portraits ethniques »[2].
- été : le photographe portraitiste danois Mads Alstrup s'installe à Copenhague et ouvre un studio de daguerréotype dans les jardins du château de Rosenborg[3].
- Le photographe français Alphonse Bernoud ouvre un premier atelier de photographie en Italie à Gênes, Strada Scurreria, dans le palais Pallavicini ; il y travaille jusqu'en 1850, date à laquelle il le transmet à son élève Carlo Molino, lui-même ouvrant des ateliers à Florence, Livourne et Naples, ville où il se fixe[4].
- Samuel Morse, l'inventeur américain du télégraphe, achète un appareil daguerréotype auprès du Français François Fauvel-Gouraud, représentant des établissements Alphonse Giroux.
- L’atelier photographique parisien Frascari propose de réaliser des portraits à domicile de personnes décédées[5].

## Photographies notables

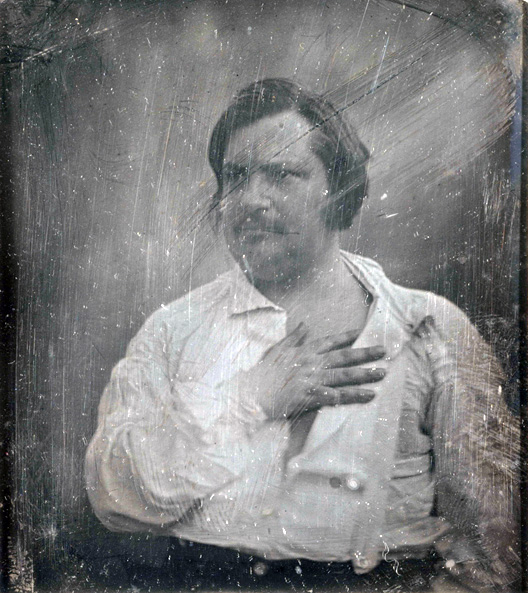
Louis-Auguste Bisson, daguerréotype d’Honoré de Balzac.

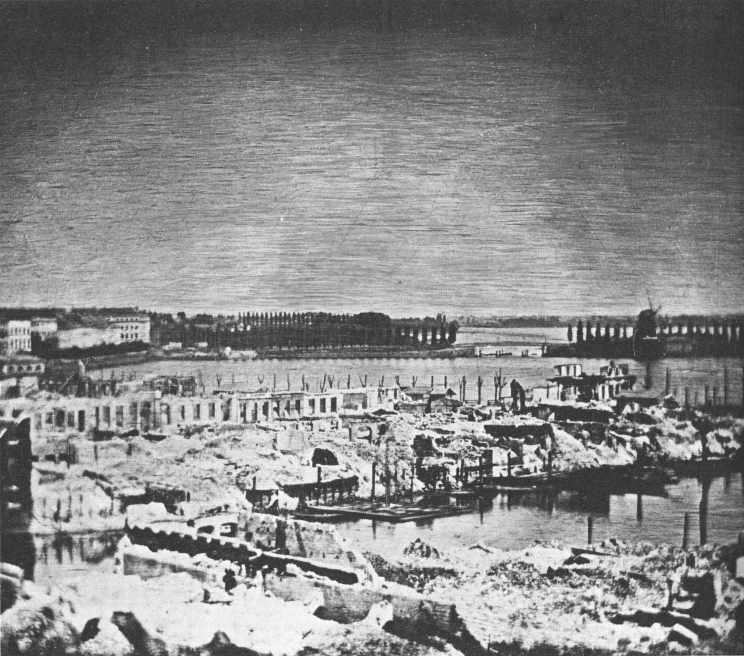
Hermann Biow, Ruines de Hambourg après l'incendie de mai 1842, vue prise depuis le toit de la Bourse en direction du pont Lombardsbrücke.

- 2 et 4 mai : Louis-Auguste Bisson réalise le portrait d'Honoré de Balzac par daguerréotype ; l'écrivain est enthousiasmé par ce nouveau procédé : « Je reviens de chez le daguerréotypeur, et je suis ébaubi par la perfection avec laquelle agit la lumière »[6].
- mai : après l'incendie de Hambourg en mai 1842, Hermann Biow réalise 46 daguerréotypes des ruines de la ville, et est considéré à ce titre comme le fondateur de la photographie documentaire allemande[7],[8]. Il les propose à l'achat à la Verein für Hamburgische Geschichte (de), qui décline, en estimant le prix demandé trop élevé. À l'exception de trois plaques conservées dans des musées hambourgeois, leur localisation est inconnue aujourd'hui.

## Livres de photographies
- Louis Buvelot et Louis-Auguste Moreaux publient à Rio de Janeiro l'album Rio de Janeiro Pitoresco qui réunit une série de chromolithographies et de daguerréotypes représentant des scènes de genre et des paysages.

## Prix et récompenses
- Médaille Rumford  de la Royal Society : : William Henry Fox Talbot, pour ses travaux novateurs dans le domaine de la photographie.

## Naissances
- 25 février : Takebayashi Seiichi, photographe japonais, mort en 1908.
- 11 avril : Jeanne Léonide Poinat dite Madame Hermann, photographe française, spécialisée dans les portraits d'enfants, morte le 17 janvier 1910.
- 28 avril : Émile de Montgolfier, photographe français actif au Japon, mort le 6 décembre 1896.
- 24 mai : Henry Sandham, peintre et photographe canadien, mort le 21 juin 1910.
- 28 juin : Félix Thiollier, érudit, archéologue et photographe français, mort le 12 mai 1914.
- 31 août : Fernando Debas, photographe espagnol, mort le 21 juin 1914.
- 1er octobre : Charles Cros, poète et inventeur français, auteur d'un procédé à l'origine de la trichromie (photographie en couleur), mort le 9 août 1888.
- 25 décembre : Julia Widgrén, photographe finlandaise, morte le 27 novembre 1917.
- Date précise non renseignée ou inconnue :
  - Aimé Dupont, sculpteur et photographe belge, mort le 16 février 1900.
  - Wilhelm Lundberg, photographe finlandais, mort en 1882.
  - Francisco Zagala, photographe espagnol, mort en 1908.